# 朱江淮
朱江淮（1904年—1995年4月13日），字博光，號仲謀，臺中市大甲區人，大甲帽蓆事業鉅子朱麗之次子。日本京都帝國大學工學部電氣科畢業，臺灣第一位電氣工程師，歷任台灣電力株式會社營業課課長、台灣電力股份有限公司協理、臺灣省政府建設廳長等職，任內最大貢獻是促成了「大甲溪綜合開發計劃」。

## 生平
朱江淮是台籍第一位電氣工程師，大甲公學畢業，就讀淡水中學，1920年轉學到日本，從日本京都帝國大學電器工程畢業，四十年工程生涯，參加日月潭電力建設、推廣用電，歷經戰後接收、修復、擴充及發展工作。
朱江淮回台後加入台灣電力株式會社，但是一直擔任業務部門用電推廣工作，也無法接觸核心的技術業務，薪水也和日本籍員工有差異。
1942年（昭和17年）5月，台電會社舉行大甲溪事業興工典禮，預計八年內開發完成，後因日本戰事失利，中途停止。大甲溪電力工程計劃原本是由土木部長增谷悠負責，計劃中斷後，依規定交由該部助理工程師尤澄澈保管，副本則交由朱江淮保管。朱江淮是由前台電社長松木幹一郎介紹入社，一直服務於業務部的企劃顆曾服務於企劃課，對該工程略有所知。
1946年1月1日臺灣電力公司成立，朱被任命為業務處副處長兼營業課長，是臺籍的第一位副處長，當時臺電裝置容量32萬瓩但僅能發出3.2萬瓩的電，朱整頓業務加強收費取締竊電以改善公司之財務，並向技術協理黃煇建議督請機電處依序處理：先修復日月潭發電所，再修復各地被美機炸毀的發電及變電設備，最後是完成日本人尚未完成的三大工程—烏來、天冷（1952年完工）和霧社發電所。
1954年7月，台灣省臨時省議會第二屆第一次大會臨時動議，通過建議政府刻速進行「大甲溪綜合開發計劃」，隔年成立「大甲溪綜合開發促進委員會」，朱江淮被聘為顧問。1957年朱江淮榮任建設廳長，促進了「大甲溪開發計畫」與「台中港重建」兩大建設。1969年7月自台電退休。1971年任臺灣肥料公司董事長。1995年4月13日辭世，享耆壽91歲 。經朱江淮口述、朱瑞墉整理《朱江淮回憶錄》上、下各一冊。